# Kienké
Kienké är ett vattendrag i Kamerun.   Det ligger i regionen Södra regionen, i den sydvästra delen av landet, 210 km sydväst om huvudstaden Yaoundé.